# PreZero Arena Gliwice
PreZero Arena Gliwice – hala widowiskowo-sportowa w Gliwicach, jedna z największych w Polsce. Zapewnia 17 178 miejsc siedzących i stojących w głównej części.

## Budowa i funkcjonowanie
Początkowo obiektowi nadano nazwę „Hala Podium”, którą potem zmieniono na „Hala Gliwice”. Potem obowiązywała nazwa „Arena Gliwice”.
Nowa hala sportowa powstała w miejscu dawnego stadionu XX-lecia. Konstrukcję hali rozpoczęto w 2013 roku od rozbiórki stadionu. Początkowo miasto liczyło na wsparcie finansowe z Unii Europejskiej, jednak po odmowie postanowiono sfinansować budowę z budżetu miasta. Pierwotnie planowany koszt budowy miał wynieść 321 mln zł, a budowa miała zostać ukończona w połowie 2015 roku. Zgodnie ze sprawozdaniem z wykonania budżetu miasta Gliwice za 2017 rok łączne nakłady na realizację inwestycji w latach 2007–2018 wynosiły 420,4 mln zł, tj. 31% powyżej pierwotnie zakładanej kwoty. Halę zaprojektowało konsorcjum firm Perbo Projekt i Modern Construction System, autorami hali byli Piotr Rudolf Łabowicz-Sajkiewicz, Marcin Janusz Kulpa i Grzegorz Sowiński.

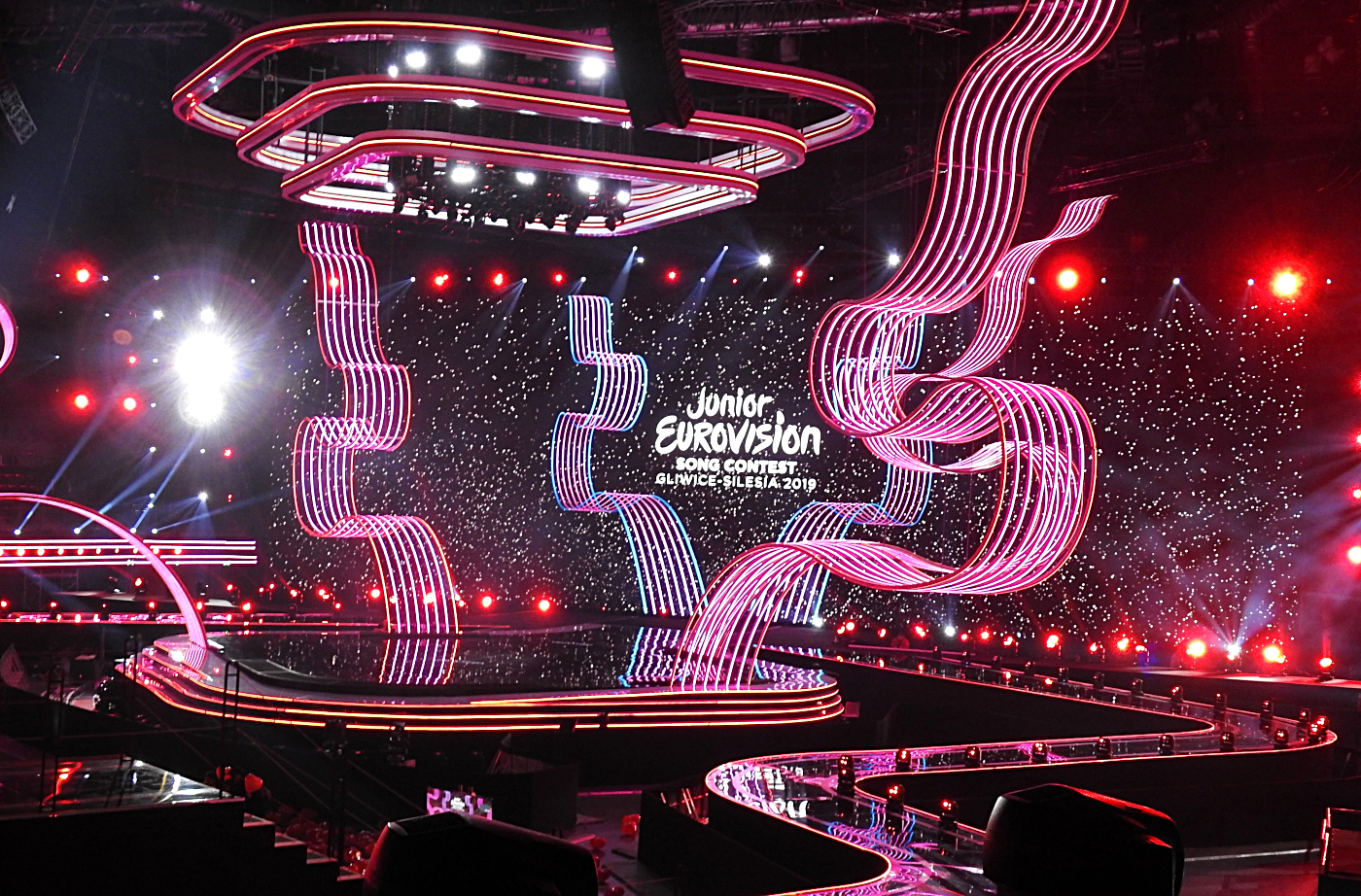
Scena, na której odbył się finał Konkursu Piosenki Eurowizji Junior 2019

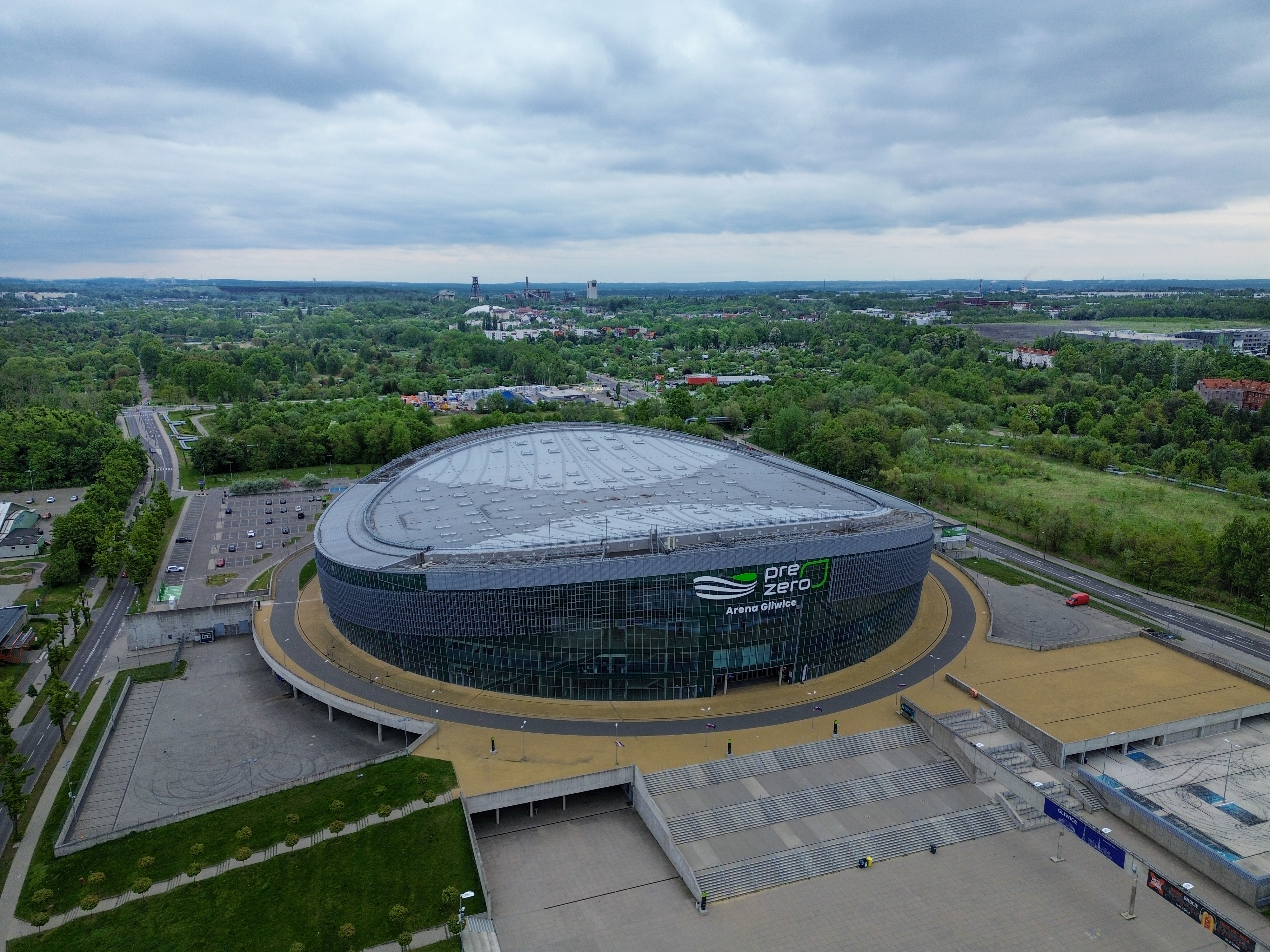
PreZero Arena w Gliwicach z lotu ptaka

W październiku 2017 hala uzyskała pozwolenie na użytkowanie. Wbrew zapowiedziom, że kalendarz wydarzeń w hali na 2018 i kolejne lata zostanie zaprezentowany z końcem marca 2018, kalendarz ten nie został opublikowany w ogłoszonym terminie. Pierwszym wydarzeniem, które odbyło się w obiekcie, był bieg kobiet w ramach imprezy biegowej „ANITA zawsze pier(w)si”. W trakcie wydarzenia, które odbyło się 6 maja 2018, grupa kobiet przebiegła przez główną część hali. Bieg ten był częścią imprezy zorganizowanej na rzecz walki z rakiem piersi. Oficjalne dni otwarte zostały zorganizowane 12 i 13 maja 2018, zaś 30 maja 2018 roku odbył się koncert Armina van Buurena. 24 listopada 2019 roku odbył się tu 17. Konkurs Piosenki Eurowizji Junior.  
Elementem Areny Gliwice jest dwupoziomowy parking, którego górna płyta jest przystosowana do organizacji imprez i wystaw plenerowych. Parking mieści 800 pojazdów. Obiekt jest dostosowany do potrzeb osób z niepełnosprawnościami. Do ich dyspozycji są 72 miejsca (36 miejsc dla osób na wózkach i 36 dla ich osób towarzyszących). 
W ogłoszonych przez miasto przetargach na wybór operatora nie udało się wyłonić dzierżawcy obiektu. W pierwszych dwóch przetargach żadna z firm nie złożyła oferty. W trzecim przetargu, rozstrzygniętym w maju 2017, swoją ofertę złożyła jedna firma, jednak nie spełniała ona ustalonych przez miasto kryteriów przetargowych. Ze względu na nierozstrzygnięte przetargi funkcja operatora hali została powierzona Fundacji Radan. Nie ujawniono jednak warunków finansowych współpracy. Zgodnie z informacją publikowaną przez Urząd Miasta Gliwice w sierpniu 2014 roczny koszt utrzymania hali wynosi ok. 8 mln zł. Według szacunków miasta wymaga to organizowania w hali ok. 50–60 imprez rocznie.
Od 2018 prezesem Areny Gliwice jest Marcin Herra.
6 lipca 2023 roku nazwa hali została zmieniona na „PreZero Arena Gliwice”, w związku z pozyskaniem sponsora tytularnego.